# Équipe d'Espagne de futsal FIFA
Maillots
L'équipe d'Espagne de futsal est une sélection qui réunit les meilleurs joueurs espagnols dans cette discipline, sous la direction de la Fédération royale espagnole de football (RFEF).

## Histoire
Parmi les favoris de l'Euro 2022, l'Espagne maintient sa performance d'avoir toujours terminé dans les trois premiers de chacune des douze éditions de l'Euro de futsal. Les Espagnols terminent la compétition, y compris les qualifications, avec 72 buts, battant le précédent record de 69 établi par la Russie lors de l'édition inaugurale de 1996.

## Palmarès

### Titres et trophées
La Roja de futsal possède le palmarès le plus étoffé d'Europe. À l'Euro 2022, pour la vingtième fois consécutive, l'Espagne franchi la phase de groupes d'un tournoi majeur. La seule fois où elle ne l'a pas fait, c'est lors de la première édition de la Coupe du Monde de Futsal de la FIFA en 1989.
- Coupe du monde FIFA (2)
  - Champion : 2000 et 2004
  - Finaliste : 1996, 2008 et 2012
  - Troisième : 1992

- Championnat d'Europe (7)
  - Champion : 1996, 2001, 2005, 2007, 2010, 2012 et 2016
  - Finaliste : 1999 et 2018
  - Troisième : 2003, 2014 et 2022

- Finalissima de futsal
  - Finaliste : 2022

## Parcours en compétition

### Coupe du monde
| Année | Résultat           | J  | V  | N | D | BP  | BC  |
| ----- | ------------------ | -- | -- | - | - | --- | --- |
| 1989  | Premier tour       | 3  | 2  | 0 | 1 | 14  | 9   |
| 1992  | 3e place           | 8  | 5  | 1 | 2 | 42  | 35  |
| 1996  | Finaliste          | 8  | 7  | 0 | 1 | 34  | 12  |
| 2000  | Vainqueur          | 8  | 8  | 0 | 0 | 41  | 8   |
| 2004  | Vainqueur          | 8  | 6  | 1 | 1 | 30  | 7   |
| 2008  | Finaliste          | 9  | 7  | 2 | 0 | 29  | 11  |
| 2012  | Finaliste          | 7  | 5  | 1 | 1 | 31  | 13  |
| 2016  | Quart de finale    | 5  | 4  | 0 | 1 | 20  | 14  |
| 2021  | Quart de finale    | 5  | 4  | 0 | 1 | 19  | 9   |
| 2024  | Huitième de finale | 4  | 2  | 1 | 1 | 17  | 4   |
| Total | 10/10              | 65 | 50 | 6 | 9 | 273 | 122 |

### Championnat d'Europe
| Année | Résultat  | J  | V  | N  | D | BP  | BC |
| ----- | --------- | -- | -- | -- | - | --- | -- |
| 1996  | Vainqueur | 4  | 3  | 1  | 0 | 13  | 7  |
| 1999  | Finaliste | 5  | 4  | 1  | 0 | 17  | 7  |
| 2001  | Vainqueur | 5  | 5  | 0  | 0 | 19  | 5  |
| 2003  | 3e place  | 4  | 1  | 2  | 1 | 8   | 6  |
| 2005  | Vainqueur | 5  | 4  | 0  | 1 | 15  | 7  |
| 2007  | Vainqueur | 5  | 3  | 2  | 0 | 16  | 7  |
| 2010  | Vainqueur | 5  | 4  | 1  | 0 | 27  | 5  |
| 2012  | Vainqueur | 5  | 5  | 0  | 0 | 20  | 7  |
| 2014  | 3e place  | 5  | 3  | 1  | 1 | 26  | 12 |
| 2016  | Vainqueur | 5  | 5  | 0  | 0 | 27  | 11 |
| 2018  | Finaliste | 5  | 2  | 2  | 1 | 13  | 12 |
| 2022  | 3e place  | 6  | 4  | 1  | 1 | 26  | 8  |
| Total | 12/12     | 59 | 42 | 12 | 5 | 227 | 94 |

## Personnalités

### Sélectionneurs
1. Teodoro Nieto (1982-1989)
2. Felipe Ojeda "Trona" (1990-1991)
3. Fernández Doforno (1991)
4. Javier Lozano (1991-2007)
5. José Venancio López (2007-2018)
6. Federico Vidal (depuis 2018)

### Joueurs notables
| Nom                  | Sél. | Période     |
| -------------------- | ---- | ----------- |
| Carlos Ortiz Jiménez | 191  | depuis 2007 |
| Kike Boned           | 180  | 1998-2013   |
| Luis Amado           | 179  | 1998-2013   |
| Juanjo Angosto       | 175  | depuis 2006 |
| Javi Rodríguez       | 170  | 1995-2010   |
| Jordi Torras         | 135  | 2002-2014   |
| Lin                  | 130  | depuis 2007 |
| Álvaro Aparicio      | 121  | 2001-2012   |
| Andreu Linares       | 117  | 1997-2009   |
| Daniel Ibañes        | 117  | 1999-2010   |
| MàJ : novembre 2020  |      |             |

Au terme de l'Euro 2022, le quadruple champion continental Ortiz conclut son septième Euro de futsal, un record. Il est logiquement le joueur le plus capé (35 sélections en phase finale, 55 qualifications comprises). Le capitaine espagnol fait alors sa 215e et dernière apparition en équipe d'Espagne après quinze ans de carrière internationale.

### Effectif actuel (Euro 2022)
Les postes mentionnés se réfèrent à ceux du football. Comprendre que « A - attaquant » désigne les « pivots » et « M - milieu de terrain » les « ailiers ».